# H-moll szonáta (Liszt)
A h-moll szonáta Liszt Ferenc 1852–53-ban zongorára írt nagyszabású darabja (S.178), amit addigi zongorista és zeneszerzői tapasztalatainak és eredményeinek összegzéseként lehet értelmezni. 1857-ben Hans von Bülow mutatta be Berlinben, nyomtatásban 1854-ben jelent meg. A darab eleinte értetlenséggel találkozott, csak a 20. század elején ismerték fel igazi értékeit, forradalmian új szerkesztési elveit, de értelmezési viták néha még napjainkban is előfordulnak.

## A darab születése

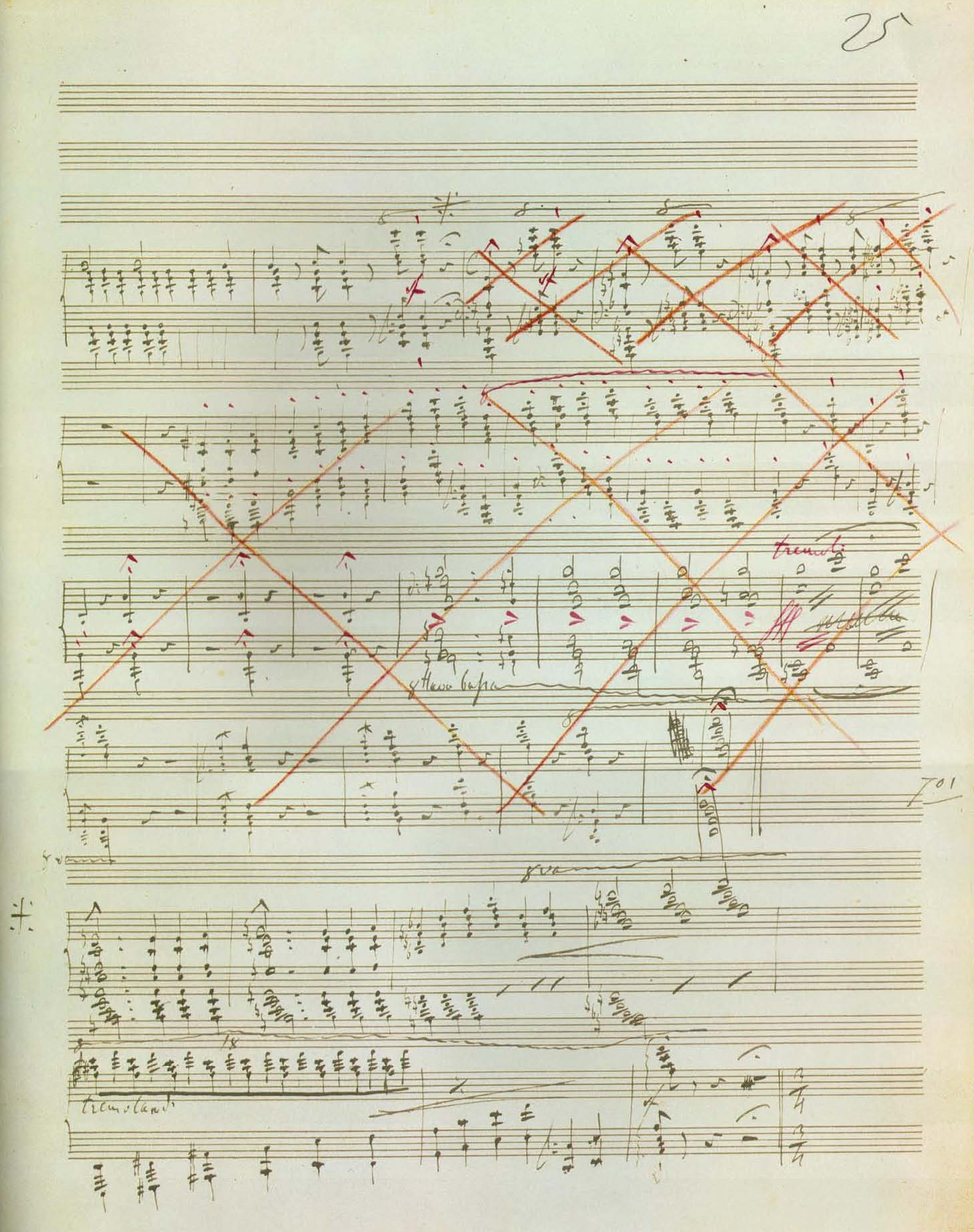
A kézirat 25. oldalán Liszt által kihúzott rész

Liszt Ferenc az 1850-es évek elején Weimarban élt, már felhagyott a zongoravirtuózi vándorévekkel. Szimfonikus korszakát tervezte, de előtte meg akart írni egy olyan monumentális zongoraművet – erről egy levelében szólt is –, amelyben összegezheti addigi tapasztalatait. Szintézisét akarta adni zongoratechnikai, témavariációs, a romantikus hangvétel és szín tekintetében elért újításainak. Olyan korszaklezáró művet tervezett, mint amilyen Schumann C-dúr fantáziája, Schubert Wanderer-fantáziája és mint Beethoven Hammerklavier szonátája. A darab rendkívül összetett, bonyolult és nagyszabású. Liszt a kompozíciójához – Somfai László szavaival – „…mindenből a legszélsőségesebbet, a legkockázatosabb karakterűt kereste: a heroikusan lázadó témaritmus, a grandiózusan dübörgő akkordkalapálás, az édes és kecses éneklés, az érzésteli, érzelmes, sőt szentimentális sóhajtozás, a szeszélyesen felcsattanó és csörömpölő kadenciázás, a gyorsuló száguldás-élmény, a szenvedélyes recitálás, a tompa magábaroskadás, mind-mind végletes alakjába kerülhetett bele ebbe a partitúrába – mert Liszt nagyon bízott a különleges dramaturgiai terv, a formamodell szervező erejében.”
Liszt a komponáláshoz 1852-ben fogott hozzá (bár találtak 1851-es, Eilsenben keltezett vázlatokat is), és a következő év elején fejezte be, a kéziraton 1853. február 3-ai dátum szerepel. Először zárt körben játszotta el néhányszor 1853 májusában, és bizony döbbenetet keltett új művével. Ekkor történt meg az a nevezetes (állítólagos?) eset, amikor egy ilyen „házimuzsikálás” alkalmával a fiatal Brahms elaludt Liszt zongorázása közben; innen (is) eredhetett további barátságtalan kapcsolatuk. A szonáta 1854-ben jelent meg nyomtatásban a lipcsei Breitkopf und Härtelnél, és Liszt – viszonzásul a C-dúr fantázia neki szóló dedikációjáéért – Robert Schumannak ajánlotta. A Schumann házaspár értetlenül lapozgatta a kottát. Egyedül Wagner értette meg rögtön Liszt szándékát, és levélben üdvözölte barátja új zongoraművét. Wagner akkor Londonban tartózkodott, és Liszt tanítványa, Karl Klindworth játszotta el neki a darabot. „Klindworth az imént játszotta el nekem a nagy szonátádat! […] A szonáta minden képzeletet felülmúlóan szép; nagy, szeretetreméltó, mély és nemes – fenséges, amilyen Te vagy” – írta a levelében. A szonáta 1857. január 27-én került először pódiumra Berlinben, Liszt tanítványa és veje, Hans von Bülow – a darabbal szembeni ellenérzéseit félretéve – mutatta be. Az előadást megtapsolták, de ez a taps Bülownak szólt, magát a darabot ridegen, ellenségesen fogadták, csakúgy, mint Bécsben és Londonban is az 1880-as évek elején, ahol szintén Bülow játszotta.
A h-moll szonáta még sokáig nehezen befogadható, túl modern mű volt, Ferruccio Busoni 1900-ban még a felháborodást vállalva tűzte műsorára, és még Dohnányi és Bartók is csak nehezen tudott megbarátkozni a darabbal. Azóta az egyik legtöbbet játszott 19. századi zongoradarab lett, amit a legnagyobb zongoraművészek (többek között André Watts, Szvjatoszlav Richter, Vladimir Horowitz, Martha Argerich, Jevgenyij Kiszin, Marc-André Hamelin) tűztek műsorukra, értelmezések – és félreértelmezések – sora született a darab kapcsán.

## A zene

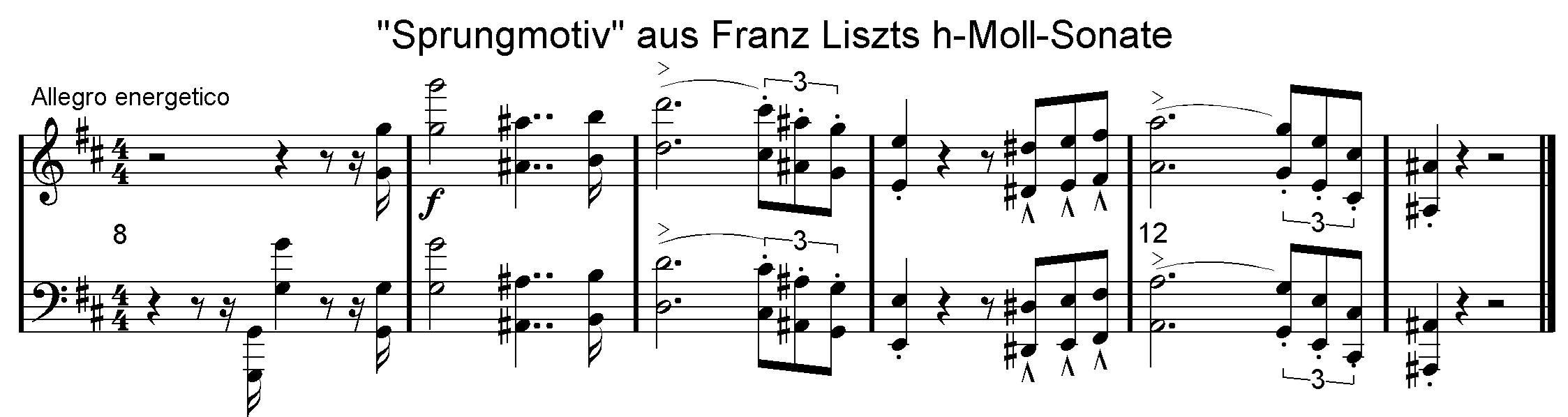
A h-moll szonáta lassú bevezetője után a főtéma első hat üteme

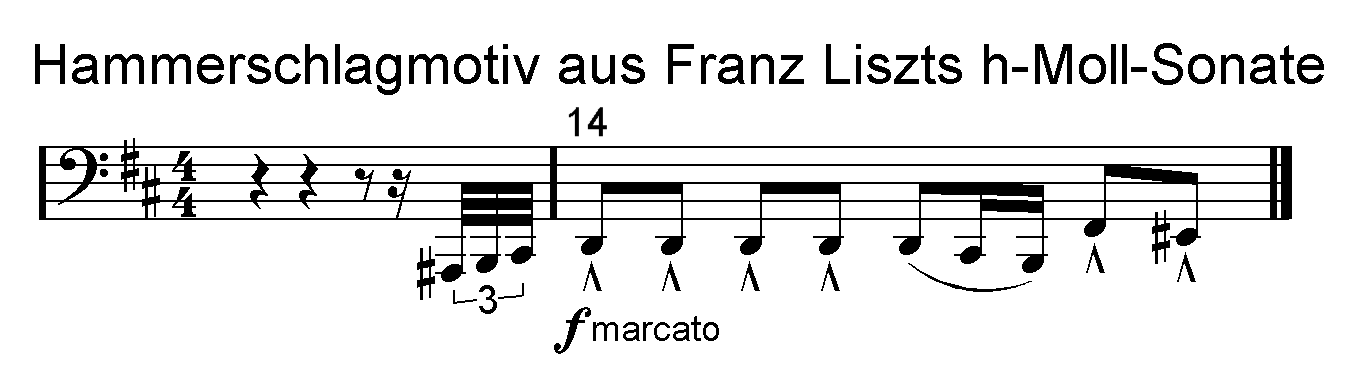
A főtéma basszusban megszólaló válasza a 14. ütemtől

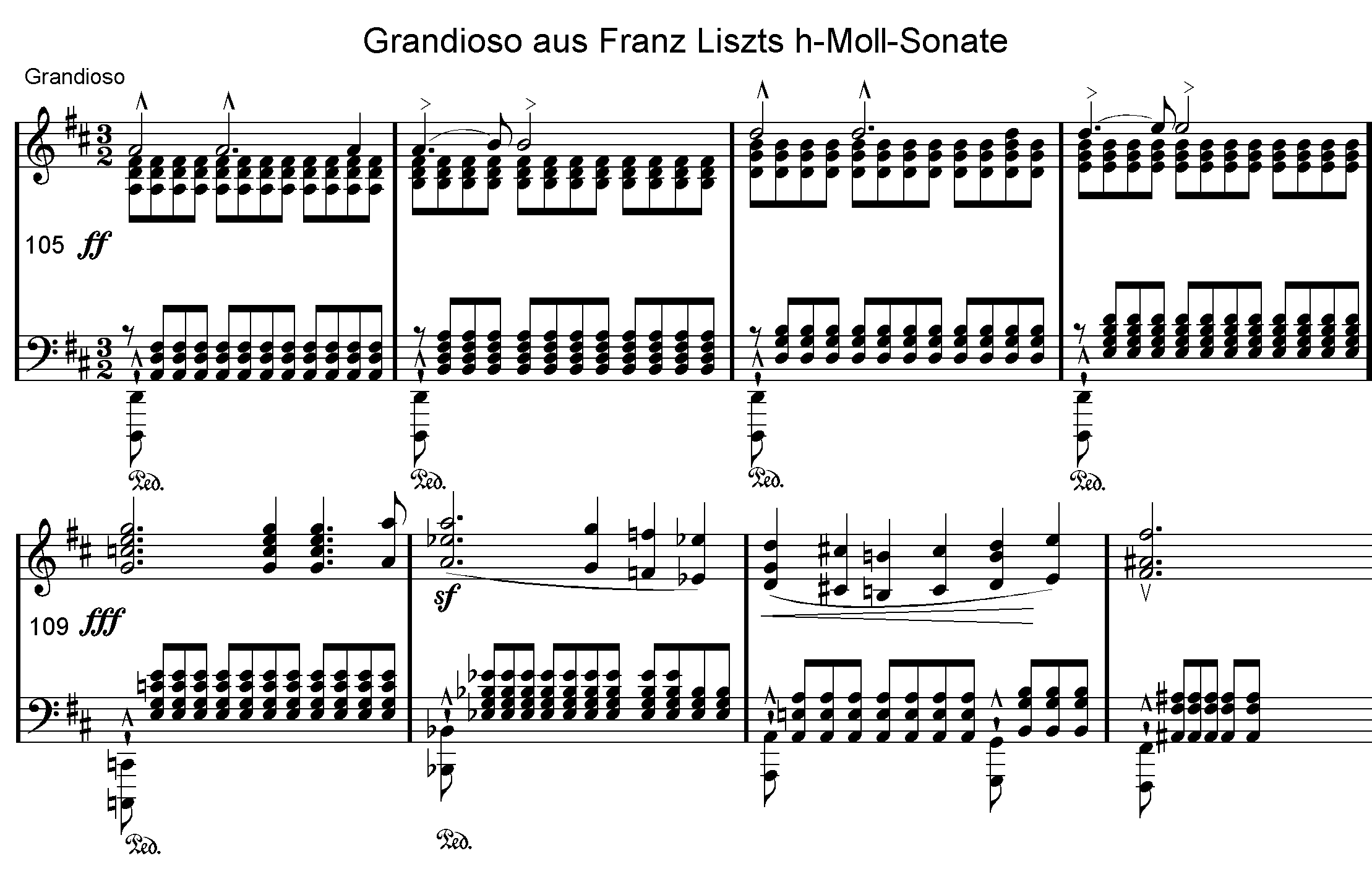
A Grandioso melléktéma (kontraszttéma)

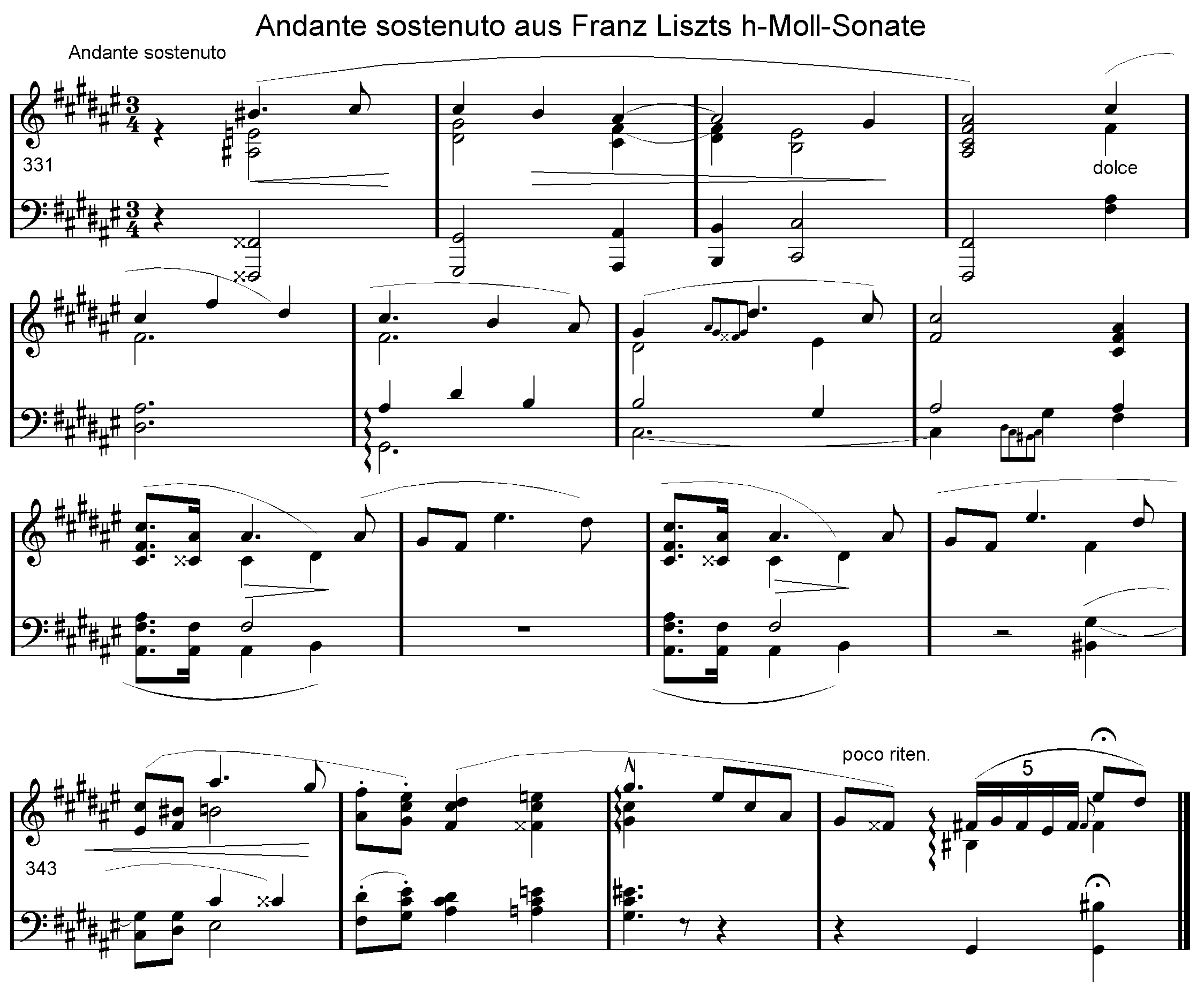
A kidolgozási részben megszólaló új téma, Andante sostenuto

A klasszikus szonáta három tételből áll. A háromtételes gyors–lassú–gyors felosztású, a négytételes rendbe még beékelődik egy scherzo tétel is. Liszt h-moll szonátája egyetlen összefüggő, félórás zenefolyam, és az elemzők még abban sem egyeznek, hogy egyetlen, megbonthatatlan egységként kell-e kezelni, vagy egy tömbbe összevont, többtételes darab-e. Alapvetően három elképzelés létezik:
- A h-moll szonáta egyetlen szonátaformájú tétel, amelyben megkülönböztethető az expozíció, a kidolgozás és visszatérés, valamint a kóda.
- A h-moll szonáta négytételes mű, amelyben a gyors–lassú–scherzo–gyors tételek szünet nélkül (attaca) követik agymást.
- A h-moll szonáta egy olyan variációs formájú darab, amelyben minden egyetlen témából fejtődik ki.

William Newman analízise szerint a mű kétfunkciós: van egy egytételes szonátaforma, és abba beékelődik egy lassú tétel és scherzo. Eszerint a h-moll szonáta szerkezete:
Lassú bevezetés (Lento assai)
Főtéma (Allegro energico)
Kontraszttéma (Grandioso)
A főtéma két motívumából képzett öt további téma (variációlánc)
Recitativo és a kidolgozási rész kezdete, amelyet megszakít az
Andante sostenuto, új téma és a
Quasi adagio, a kidolgozási rész folytatása
(lassútétel jelleg)
Visszavezetés
Főtéma (élénk fugato)
(scherzo jelleg)
Kontraszttéma
A főtémából képzett variánsok rövidített visszatérése
Kóda: Prestissimo (kontraszttéma);
Andante sostenuto (az új téma), Allegro moderato (főtéma), Lento assai (bevezető skálatéma).
Egy inkább a dallam alapján végzett elemzés, Holics László munkája, újabb szempontokat vetett fel a h-moll szonátával kapcsolatban. Eszerint a darab zenei anyagába Liszt Ferenc az őt mindig is foglalkoztató Faust-témakör hőseit, illetve az általuk megszemélyesített emberi tulajdonságokat fogalmazta bele: Faust, az igazságot kereső, hősies jellem, Mephisto, a tagadás és a gonoszság jelképe és Margit, az eszményi nő. Holics szerint a zeneműben alapvetően a két első szereplőnek a jellegzetes dallamai, motívumai, témái jelennek meg, „…s ezek kölcsönhatásából kerekedik ki egy olyan dráma, mely, röviden fogalmazva, a jónak és a rossznak a küzdelméről szól. […] A h-moll szonáta összesen öt különböző, jól elkülöníthető témára épül, melyeknek mind megvan a saját mondanivalója – olyan jellegzetesen, hogy akár nevet is adhatnánk mindegyiknek.” Liszt h-moll szonátája ennek megfelelően valóban drámai hangulatú. A darabban öt témát lehet megkülönböztetni, dallamok és hangulatok váltakoznak, amelyből kiérezhető a küzdelem – tulajdonképpen az emberi életet végigkísérő, arra oly jellemző küzdelem –, hogy a mű vége csendes megnyugvást hozzon.
A h-moll szonáta nemcsak formai, hanem hangnemi, harmóniai újításokban is bővelkedik. A darabban először az expozícióban megszólaló lassú bevezető többször felhangzó változatai, az unisono, lefelé haladó dallamok többsége különböző modális hangsorban hallhatók, a dór-fríg együttese a 2. ütemtől, a „harmonikus fríg” a 83. ütemtől, de ezek egy-egy hang megváltoztatásával a hétfokúság további különleges változatait adják.

## Érdekesség
A h-moll szonátából Weiner Leó nagyzenekari változatot írt, amely azonban csak kéziratos formában maradt fenn. Az átirat meglepően hűen követi az eredeti zongoradarabot, de attól „színesebb” hatású. A zenekari verziót a Miskolci Szimfonikus Zenekar CD-re játszotta a Hungarotonnál (HCD 32634) Kovács László dirigálásával. A Weiner Leó által 1955-ben írt átiratból a Weimari Zeneakadémia (Hochschule für Musik Franz Liszt) zenekara is készített lemezfelvételt 2005-ben Nicolás Pasquet vezényletével.

## Média
- A h-moll szonáta Cziffra György előadásában a YouTube-on
- A h-moll szonáta Weiner Leó átdolgozásában a Bolzanói Haydn Zenekar előadásában, Arthur Hagen vezényletével a YouTube-on